# Nukufetau
Nukufetau egy tuvalui korallzátony. A 2002-es népszámlálás szerint 586 lakója van.
Legalább 33 szigetből áll. 
Ezek:
- Faiava Lasi
- Fale
- Funaota
- Kongo Loto Lafanga
- Lafanga
- Matanukulaelae
- Motufetau
- Motulalo
- Motuloa (Nukufetau északi részén). Egy nagyon kicsi, 200 méter hosszúságú ovális sziget Nukufetau északi részén.
- Motuloa (Nukufetau déli részén)
- Motumua
- Niualuka
- Niuatui
- Oua
- Sakalua
- Savave
- Teafatule
- Teafuaniua
- Teafuanonu
- Teafuone
- Temotuloto
- és legalább 12 másik sziget

A legnagyobb sziget Motulalo. Savave szigetén van egy falu.